# Guadalupe Oeste
El Barrio Guadalupe es uno de los barrios más antiguos y grandes de la ciudad de Santa Fe.

## Ubicación geográfica
El barrio Guadalupe Oeste está comprendido por las calles Av. Aristóbulo del Valle, Av.Galicia, Av.General Paz y Av.Gorriti.

## Lugares de Interés
- Estadio de Sp. Gualupe Oeste
- Centro de Educación Física N.º 129

## Escuelas
- Escuela Stenfenson
- Escuela 880
- Escuela Primaria Común Diurna N.º 38 "Brigadier General Estanisleo López"

## Historia

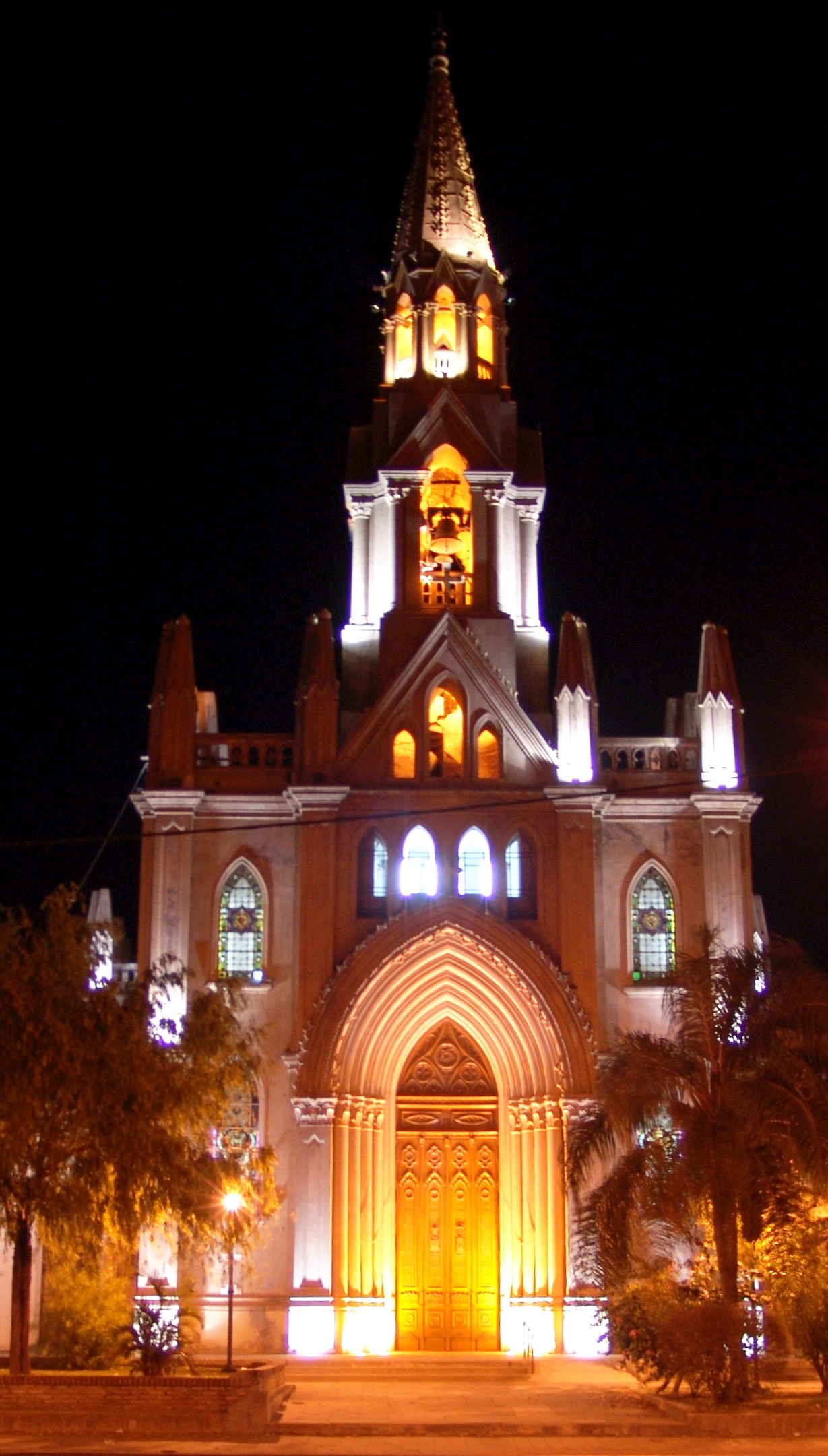
Basílica de Guadalupe.

Su nacimiento es, en realidad, parte de la historia de nuestra ciudad. Sus orígenes, acompañados de religiosidad y leyendas, nacen del enclave del Capitán Don Juan González de Setúbal en tierras distantes una legua al norte del casco urbano.
En ese lugar, en campos de su propiedad, erigió un oratorio consagrándolo a la Virgen de las Mercedes, alrededor del año 1759.
Aproximadamente en 1770 el Padre Miguel Sánchez encuentra una estampa de la Virgen de Guadalupe de México, quien se apareciera allí frente al indio Diego, y decide llevarla al oratorio de los González Setúbal. Es así que desde ese momento cunde la veneración a la Virgen en toda la comarca y poblados vecinos.
Al morir Don González Setúbal, su viuda llama a Francisco Javier de la Rosa, el “ermitaño”, hombre solitario y piadoso para que se hiciera cargo del oratorio. Era el año 1799 y Javier lo reconstruye completamente. Él mismo fabrica lo que no puede conseguir: ladrillos, baldosas, tejas, campanas, altar. Y el sitio comenzó a llamarse Guadalupe.
En el año 1864 llegaron de las colonias del Brasil varias familias alemanas que compraron cerca de la capilla terrenos particulares, facilitándoles el gobierno con carácter de reembolso después de dos años: una yunta de bueyes, vacas y caballos, cuyo valor, una vez devuelto, sería destinado a la construcción de una escuela.
Debido a epidemias reinantes, en 1866 el gobernador Nicasio Oroño se ve en la necesidad de crear otro Cementerio, ya que el existente (“San Antonio”) era insuficiente, y se elige la manzana que se halla al oeste de la Capilla de Guadalupe. Este camposanto existió hasta 1905.
De a poco, favorecida por sus condiciones climáticas y por la composición del suelo, Guadalupe se convierte en una colonia floreciente.
Los primeros pobladores apuestan al cultivo de legumbres, hortalizas, flores y árboles frutales, y el enorme monte de aromos, ombúes y espinillos se transformó en zona de quintas cultivadas.
Los años pasaron y Guadalupe seguía creciendo a pasos agigantados, ya habitarlo era una aventura inigualable, llena de matices para un ciudadano con visión del mundo ciertamente más estrecha que la que tiene ahora. Pero tal vez más plena y más ingenua, y por lo tanto más dispuesta a la admiración y el encantamiento. Sí, porque eso despertaba en sus habitantes, y en los del resto de Santa Fe, apreciar sus constantes cambios, sus mejoras y su adaptación a estos, con su comunicación, sus tranvías que lo unían al “mundo”, su “Rambla López”, sus domas de potros en la playa en los años ‘30; hasta su festival de aviación en 1934, en el que los aparatos aterrizaban y despegaban en la arena constantemente.
También sus bailes, para los que se fletaban “bañaderas”, que eran ómnibus descapotados de las líneas B y D. Su usina propia, que cesaba a las 21, salvo sábados y domingos que se prolongaba hasta medianoche.
Así fue adquiriendo fisonomía de villa turística, sobre todo por sus bellísimas playas y la corta distancia que la separaba del centro de la ciudad.
Luego asume rasgos definitivos de barrio de residencia para sus moradores, y aparecieron clubes, restaurantes, confiterías bailables, parques de diversión, a la par de infraestructuras en la zona de playas y camping.
Entre otros se establecieron el Círculo Italiano, el Club Israelita Macabi, y el Sindicato de Luz y Fuerza, quien se sumó instalando, incluso, un camping con hotel, canchas, etc.
Con el aporte de la Municipalidad, la construcción de los dos espigones completan la fisonomía turística del lugar.
Las primeras confiterías bailables fueron “Arroz con leche” y “Tentempié”. Para quienes preferían la música tropical “El Sauzal” colmaba sus expectativas.
Desde la rotonda, el Monumento a José Gervasio de Artigas, artífice de la independencia del Río de la Plata, domina el panorama de la zona.
Las viejas canchas de bochas y fútbol han dado paso al césped sintético y al paddle; los “copetines al paso” a modernas confiterías, y las fondas a los restaurantes.
Pero esto no nos debe confundir, Guadalupe mantuvo su identidad a través del tiempo. 
Aquel Guadalupe de los inmigrantes que trabajaron de sol a sol y apostaron a vivir con riesgos, a una legua de la ciudad, es el mismo que hoy continúa fundándose con el aporte de todos los vecinos, como en sus comienzos lo hicieron los Cantarutti, Beckmann, Benassi, Massara, Biaggioni, Meneghetti, y tantos otros que le dieron vida al Guadalupe que hoy es orgullo para toda Santa Fe.
- Datos: Q5886959